# ويليام وايت جيل
ويليام وايت جيل (بالإنجليزية: William Wyatt Gill)‏ هو عالم في الأتنيات ‏ ومبشر أسترالي، ولد في 27 ديسمبر 1828 في برستل في المملكة المتحدة، وتوفي في 11 نوفمبر 1896.